# Cantonul Montfaucon-d'Argonne
Cantonul Montfaucon-d'Argonne este un canton din arondismentul Verdun, departamentul Meuse, regiunea Lorena, Franța.

## Comune
- Bantheville
- Brabant-sur-Meuse
- Cierges-sous-Montfaucon
- Consenvoye
- Cuisy
- Cunel
- Dannevoux
- Épinonville
- Forges-sur-Meuse
- Gercourt-et-Drillancourt
- Gesnes-en-Argonne
- Montfaucon-d'Argonne (reședință)
- Nantillois
- Regnéville-sur-Meuse
- Romagne-sous-Montfaucon
- Septsarges
- Sivry-sur-Meuse